# Селезнёв, Геннадий Николаевич
Генна́дий Никола́евич Селезнёв (6 ноября 1947, Серов, Свердловская область, РСФСР, СССР — 19 июля 2015, Москва, Россия) — советский и российский государственный и политический деятель.
Член ЦК КПСС (1990—1991), председатель Госдумы РФ второго и третьего созывов (1996—2003), депутат Госдумы РФ первых четырёх созывов (1993—2007). Основатель левой политической партии «Возрождения России», председатель совета директоров Мособлбанка (2009—2014), председатель Международного телекинофорума «Вместе». Президент Федерации конного спорта России (2005—2010).
Главный редактор газет «Комсомольская правда», «Учительская газета», «Правда» — в период с 1980 по 1993 год.
В посткоммунистической России Селезнёв являлся самым высокопоставленным коммунистом, почти 8 лет занимал четвёртый по значимости пост в государственной иерархии, одновременно являясь членом Президиума ЦК КПРФ в 1996—2002 гг. По распространённым оценкам, внёс существенный вклад в становление российского парламентаризма.

## Биография

### Детские и юношеские годы
Родился в Серове Свердловской области. Рано остался без отца, воспитывался матерью и отчимом. С 7 до 10 лет жил у бабушки в Чудском Бору, где окончил начальную школу. В 11 лет переехал жить к матери в Ленинград, где закончил 8 классов школы N 471 Выборгского района. Ещё в детстве Геннадий увлёкся лошадьми. Об этом Селезнёв вспоминал: «В моей жизни всегда рядом были конюшни, лошади рабочие: мы с пацанами очень любили подменить конюха и угнать лошадей в ночное». В юности учился в конноспортивной школе.
В 1964 году окончил профессионально-техническое училище. С 1964 по 1966 год работал токарем на предприятии № 730 (Ленинградском государственном компрессорном заводе) в Ленинграде. Сам Селезнёв говорил: «После десятимесячного обучения в ПТУ я был распределен на ленинградский завод „Компрессор“, а после работы посещал вечернюю школу».
В 1966—1967 годах служил в Мирном Архангельской области в ракетных войсках. В 1967 поступил в Московское высшее пограничное командное училище КГБ СССР при Совете Министров СССР, однако позже был отчислен оттуда по состоянию здоровья. Затем служил в Советской Армии.
С 1968 по 1974 год работал в Ленинградской областной комсомольской организации секретарём комитета комсомола ПТУ № 10, инструктором, заведующим отделом Выборгского райкома ВЛКСМ, заместителем заведующего отделом обкома ВЛКСМ.

### В журналистике
В 1974 году заочно окончил факультет журналистики ЛГУ имени А. А. Жданова.
В 1974—1980 годах — заместитель главного редактора, главный редактор областной газеты ВЛКСМ «Смена» (Ленинград).
1980 год — первый заместитель заведующего отделом пропаганды и агитации ЦК ВЛКСМ, член бюро ЦК ВЛКСМ, город Москва.
В 1980—1988 годах — главный редактор газеты «Комсомольская правда». В период работы Селезнёва в «Комсомольской правде» появляются так называемые «прямые линии» (телефонные беседы известных политиков и общественных деятелей с читателями «КП»), цветное еженедельное приложение к «Комсомольской правде» — газета «Собеседник» (первый цветной еженедельник в СССР) и другие. В то же время именно при Селезнёве «Комсомольская правда» открыла кампанию против советской рок-музыки (статья «Рагу из Синей птицы» и другие).
С декабря 1988 по февраль 1991 года — главный редактор «Учительской газеты». В этой должности способствовал основанию конкурса «Учитель года СССР».
В 1990—1991 годах — по совместительству заведующий кафедрой журналистики Института молодёжи Госкомтруда СССР, бывшей Высшей комсомольской школы. Среди преподавателей, которых Селезнёв пригласил для чтения лекций, были люди разной политической ориентации и государственной принадлежности — Джульетто Кьеза, Маша Слоним, Анатолий Лысенко, Олег Калугин, Михаил Поздняев, Юрий Иванов, Ксения Пономарёва, Юрий Пилипенко. Выпускники курса Селезнёва нашли себя не только в журналистике — свой творческий путь выбрали певец Сергей Любавин и актриса Елена Старостина.
С июля 1990 по август 1991 года — член ЦК КПСС.
С февраля по август 1991 года — первый заместитель главного редактора газеты «Правда», а после августовских событий 1991 года — главный редактор «Правды».
В августе 1991 года занял пост вице-президента АО «Правда Интернешнл».
С 1992 года — член КПРФ.
Указ президента РФ Б. Ельцина № 1400 о роспуске Съезда народных депутатов и Верховного Совета, а также последующие события Селезнёв оценивал как антиконституционный и антидемократический переворот с целью установления авторитарного режима.
«Министром печати и информации я пробыл немногим меньше трёх месяцев… Действия мои носили сугубо политический характер. За открытые призывы к свержению законной власти и многочисленные нарушения Закона о печати неоднократно закрывал и предупреждал прохановскую «Сегодня» (её же в виде «Завтра») и «Советскую Россию». А «Правду» не только закрыл, но сделал всё возможное, чтобы её не продали греческому толстосуму (газета, выходящая с 1912 года с одним и тем же названием, является бесценным национальным достоянием), и добился освобождения от должности тогдашнего главного редактора «Правды» Геннадия Селезнёва… Как-то прочитал интервью Геннадия Селезнёва, в котором он говорит, что главным своим врагом на территории Российской Федерации он считает Владимира Шумейко. Правда, признает Селезнёв, Шумейко не только его враг, но и как бы крёстный отец. В том смысле, что если бы я не освободил его от должности главного редактора «Правды», он не избрался бы депутатом и не стал бы председателем Государственной думы. Прав Геннадий Николаевич. Воистину не знаешь, где найдёшь, а где потеряешь.
В ходе событий сентября-октября 1993 возглавляемая Селезнёвым газета «Правда» поддерживала распущенный Верховный Совет в противостоянии с президентом Ельциным, по этой причине сразу после 4 октября газета была закрыта властями. Сам Селезнёв в качестве главного редактора 3-5 октября 1993 года находился с визитом в Вене, где вёл с австрийскими предпринимателями переговоры о выпуске немецкоязычной версии «Правды». В октябрьских событиях в Москве непосредственного участия не принимал. Тем не менее в качестве условия для возобновления выпуска газеты Министерство печати РФ выдвинуло смену названия газеты и её главного редактора. 13 октября 1993 года приказом министра печати и информации РФ В. Ф. Шумейко Селезнёв был снят с должности главного редактора газеты «Правда». Однако Селезнёв сохранил право баллотироваться на этот пост вновь и своим правом воспользовался. В результате альтернативных выборов главного редактора Селезнёв занял третье место, уступив Виктору Линнику и Александру Ильину. После этих выборов издание «Правды» 21 октября 1993 года с разрешения Комитета по печати РФ возобновилось. Селезнёв после отставки сохранил за собой пост вице-президента АО «Правда Интернешнл», члена редакционной коллегии и политического обозревателя «Правды». Был включён в избирательный список КПРФ на первых выборах в Госдуму.

### В политике
В декабре 1993 года был избран по общефедеральному списку КПРФ (№ 9) депутатом Государственной думы первого созыва, входил во фракцию КПРФ и в период с декабря 1993 года по декабрь 1995 года занимал должность заместителя председателя Комитета Государственной Думы по информационной политике и связи.
В феврале 1994 года вошёл в инициативную группу общественного движения «Согласие во имя России», но к осени того же года движение распалось.

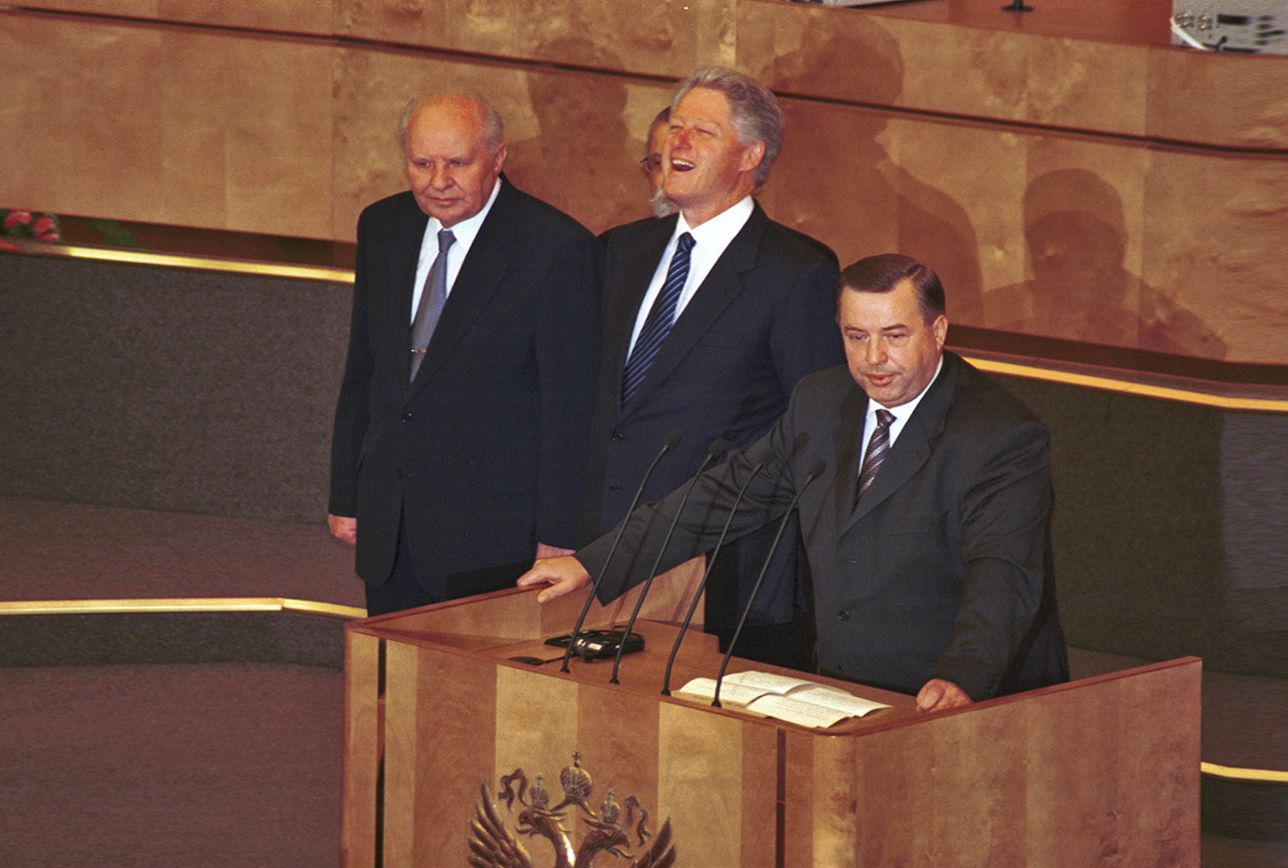
Геннадий Селезнев во время выступления в Государственный думе с Егором Строевым и Президентом США Биллом Клинтоном, 3 июня 2000 года

25 января 1995 года был избран заместителем председателя Государственной Думы РФ вместо ставшего министром юстиции В. А. Ковалёва. На этом посту курировал взаимодействие Государственной Думы РФ со средствами массовой информации. Одновременно являлся вице-президентом Парламентской ассамблеи Черноморского экономического сотрудничества.
22 января 1995 года был избран членом ЦК КПРФ, а на состоявшемся затем пленуме ЦК — секретарём ЦК КПРФ, председателем Комиссии ЦК по информационной политике (отозван с этого поста в 1996 после избрания председателем Государственной Думы РФ).
С марта 1995 по январь 1996 — главный редактор на общественных началах печатного органа КПРФ газеты «Правда России».
В мае 1995 года был избран членом Центрального совета Всероссийского общественно-политического движения «Духовное наследие».
17 декабря 1995 года избран депутатом Государственной думы второго созыва по Дальневосточному региональному списку КПРФ.
С 17 января 1996 года — председатель (спикер) Государственной Думы второго созыва. Входил в состав фракции КПРФ. Сопредседатель Межпарламентской группы РФ, член Совета Межпарламентской ассамблеи (МПА) государств — стран участников СНГ, сопредседатель российской депутации в МПА, член Высшего совета, заместитель председателя Парламентской ассамблеи ОБСЕ.
18 мая 1996 на VI Пленуме ЦК КПРФ, в связи с избранием на пост председателя Госдумы, Селезнёв был освобождён от обязанностей секретаря ЦК КПРФ и одновременно введён в состав Президиума ЦК КПРФ.
25 июня 1996 года был избран первым заместителем председателя Парламентского собрания Союза России и Белоруссии, а с марта 1997 года занимал пост председателя данного собрания.
В апреле 1997 года избран в новый состав ЦК и Президиума ЦК КПРФ.
С апреля 1999 года по 2004 год — член Совета безопасности РФ.
В декабре 1999 года Селезнёв баллотировался на пост губернатора Московской области: выиграв первый тур (27,5 % голосов), во втором потерпел с незначительным отрывом поражение от Б. В. Громова (46,39 % против 48,09 %).
19 декабря 1999 года вновь избран депутатом Государственной думы третьего созыва по списку КПРФ, вошёл в состав фракции КПРФ и 19 января 2000 года избран председателем Государственной Думы третьего созыва.
В июле 2000 года учредил и возглавил Общероссийское лево-демократическое общественное движение «Россия».

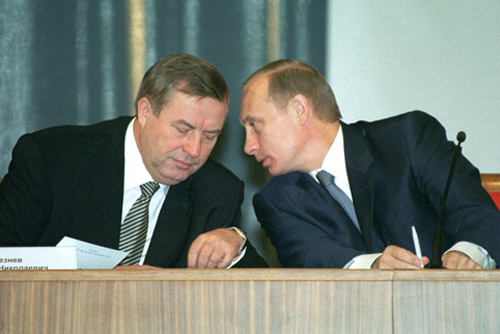
Г. Селезнёв и В. Путин. 21 ноября 2001

25 мая 2002 года на внеочередном пленуме ЦК КПРФ был исключён из партии за отказ подчиниться партийной дисциплине и выполнить её требование о сложении полномочий председателя Государственной Думы, выдвинутое руководством КПРФ после пересмотра в апреле 2002 года пакетного соглашения между фракциями о распределении руководящих постов, в силу которого фракция КПРФ и аграрная группа лишились должностей председателей в большинстве из ранее возглавлявшихся ими комитетов.
29 октября 2002 года основал собственную Партию возрождения России, в которой стал председателем.
В конце 2003 года, с прекращением полномочий третьего созыва Думы, Селезнёв оставил пост председателя и не баллотировался на него вновь, хотя 7 декабря 2003 года был избран и в четвёртый созыв палаты по Северному одномандатному округу № 209 в Санкт-Петербурге, победив И. М. Хакамаду. Стал членом Комитета по промышленности, строительству и наукоёмким технологиям.
В феврале 2005 Селезнёв заявил, что будет участвовать в Президентских выборах в России 2008; эксперты его шансы серьёзно не расценивали. Селезнёв не принял участия в президентской кампании.
В январе 2007 года Партия возрождения России, объединившись с «Российским союзом воинов-интернационалистов», была переименована в «Патриотические силы. За Родину». Как подчеркнули в РСВА, переименование партии стало главным условием спонсоров союза «афганцев». Заодно на съезде партии было принято решение о введении института сопредседателей партии, которыми тут же были избраны лидер Партии возрождения России Селезнёв и первый зампред РСВА Владимир Костюченко.
В сентябре 2007 года Селезнёв, Геннадий Семигин, Дмитрий Рогозин и Андрей Савельев подписали соглашение о создании избирательной коалиции «Родина — Патриоты России». Тогда же Селезнёв объявил о своём выходе из ПВР и о намерении вновь возглавить движение «Россия». Партию возглавил Георгий Пряхин. На съезде «Патриотов России» 24 сентября Селезнёв был включён в первую тройку списка партии «Патриоты России» на выборах в Госдуму РФ 2 декабря 2007 года.
В конце 2007 года Селезнёв выдвинут в Госдуму пятого созыва от партии «Патриоты России», однако на выборах эта партия получила поддержку менее одного процента избирателей и не смогла провести в парламент ни одного своего представителя. В то же время из-за включения в список «Патриотов России» от членства в собственной партии ему пришлось отказаться.
10 июня 2009 года избран председателем совета директоров МОСОБЛБАНКа. С этого времени отошёл от политической деятельности.
20 октября 2011 подверг критике реформу железнодорожной отрасли и выдвинул новые предложения по преодолению хронической убыточности пригородных железнодорожных перевозок.
20 февраля 2012 года участвовал во встрече лидеров незарегистрированных партий с президентом РФ Д. Медведевым и выдвинул новые идеи в сфере партстроительства.
Автор книг «Вся власть — Закону. Законодательство и традиции указного права в России» (М., 1997), «Закон, власть, политика. Государственный и местный уровни» (М., 1998), многочисленных публикаций.
Председатель Международного телекинофорума «Вместе».
С 18 июля 2012 года Указом президента РФ В. Путина утверждён членом совета по Общественному телевидению в России.

В последнем интервью в июне 2015 года Селезнёв подверг критике политическую систему в России, выборное законодательство и партию власти. Бывший председатель Госдумы сделал вывод: 
«Наша политическая система слабеет. У нас сегодня акцент делается только на партии, которые прикормлены, приучены, удобны…»

## Оценки
По политическим взглядам был социал-демократом, стремился к созданию в России влиятельной социалистической партии. С журналистским прошлым Селезнёва связывают его демократичный стиль на посту спикера Госдумы и симпатии к журналистам, которые тем не менее часто его критиковали. Отмечается, что Селезнёв никогда не боялся выборов и сильных соперников.
Эпоха конца 1990-х—начала 2000-х, на которую пришёлся расцвет государственной деятельности Селезнёва, была переходной: сначала в Госдуме оппозиционные партии располагали внушительным представительством, однако постепенно, с приходом к власти Владимира Путина и партии «Единая Россия» роль нижней палаты сокращалась, а персональный состав законодательного органа становился всё более серым и невыразительным. Такие политики, как Селезнёв, «хотя и умеренные, но самостоятельные», оказались во власти не нужны. После событий 2002 года, когда Селезнёв отказался подчиниться решению пленума ЦК КПРФ и покинуть пост спикера, за что был исключён из партии Зюганова, во главе Госдумы он остался благодаря Путину и единороссам, однако влияние его в левом спектре парламента резко сократилось. «Вместе с Геннадием Николаевичем уходила и политическая формация второй половины 1990-х — противоречивая, но склонная к свободе, способная к реформам, активной политической деятельности, открытости и диалогу с обществом на равных», отмечала Gazeta.ru.
«Геннадий Селезнёв был одним из тех, кто стоял у истоков современного российского парламентаризма. При нём формировались и укреплялись многие традиции, которым следуют и нынешние депутаты. В их числе преемственность законотворческой работы от созыва к созыву, практика свободных публичных дискуссий, полная информационная открытость Государственной Думы как органа власти и многое другое», отзывался о нём С. Е. Нарышкин.
Главное политическое качество Селезнёва, которое отмечают его коллеги по Госдуме, — умение оставаться над схваткой в любых ситуациях, «держать» большие аудитории, его называли «мастером компромисса». Среди определяющих человеческих качеств Селезнёва общепризнаны его жизнелюбие и постоянный оптимизм.
Вячеслав Володин назвал Геннадия Селезнева патриотом, который работал на благо страны и «в самое тяжёлое время возглавлял Государственную думу».

## Болезнь и смерть

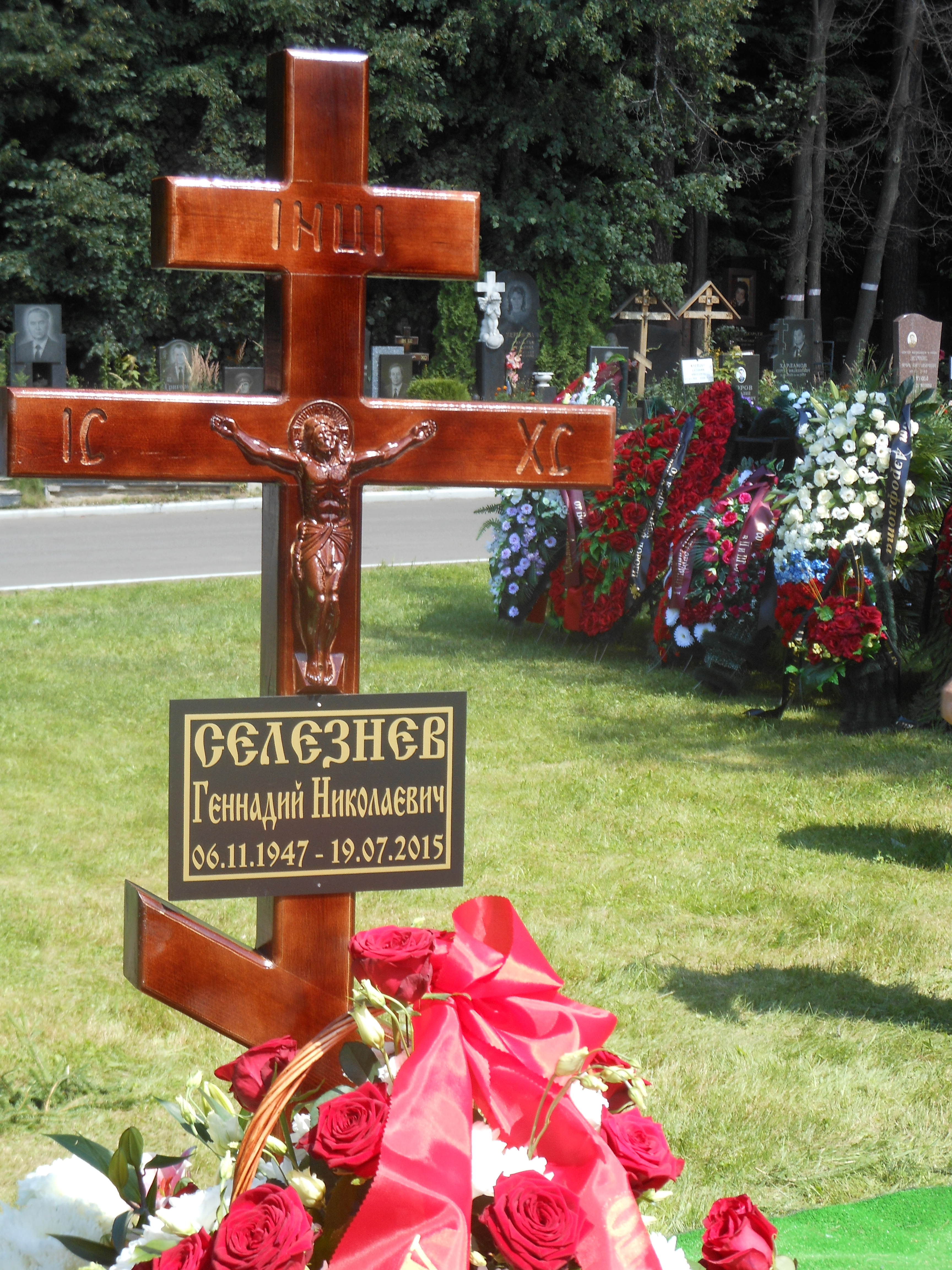
Могила Геннадия Селезнёва на Троекуровском кладбище

Селезнёв всегда много курил, предпочитал трубку, которую в годы работы главредом почти не выпускал изо рта. На этой почве периодически страдал заболеваниями лёгких. В середине 2000-х годов из-за проблем с позвоночником врачи настояли, чтобы он отказался от своего излюбленного увлечения — верховой езды.
В июне 2015 года Селезнёв был госпитализирован в Москве с онкологическим диагнозом, через некоторое время в связи с исчерпанием медицинских возможностей выписан из клиники.
Скончался 19 июля у себя дома в Москве.
С речами на панихиде выступили председатель Госдумы РФ Сергей Нарышкин, лидеры парламентских фракций Геннадий Зюганов, Владимир Жириновский, а также Отари Аршба. Все они подчеркнули вклад Селезнёва в развитие российского парламентаризма.
Отпевание и похороны состоялись 22 июля 2015 года на Троекуровском кладбище.

## Семья
- Отец — Селезнёв Николай Степанович[9]
- Мать — Фокина (Свободина) Вера Ивановна[9]
- Жена — Селезнёва (Маслова) Ирина Борисовна (род. 1948)
- Единственная дочь Татьяна[11] — консультант в области оценки персонала[35] (зять — депутат Госдумы РФ Андрей Андреев[2][36])
  - две внучки — Елизавета и Екатерина.

## Награды и звания[37]
Был членом президиума Международной академии общественных наук, доцентом Московского института молодёжи, Почётным профессором Высшей школы журналистики и массовых коммуникаций Санкт-Петербургского государственного университета, членом Международной академии информатизации, действительным членом Международной Академии Общественных Наук. Почётный доктор Российского государственного социального университета (2001).

### Награды
- орден Дружбы народов (23 января 1986) — за плодотворную работу по коммунистическому воспитанию молодёжи[39]
- орден «За заслуги перед Отечеством» II степени (6 ноября 1997) — за заслуги перед государством и большой личный вклад в развитие российского парламентаризма[40]
- орден «Содружество» (18 апреля 2001, Совет Межпарламентской Ассамблеи государств — участников СНГ) — за активное участие в деятельности Межпарламентской Ассамблеи и её органов, вклад в укрепление дружбы между народами государств — участников Содружества[41]
- орден Франциска Скорины (12 января 2001, Белоруссия) — за большой личный вклад в развитие и укрепление дружбы и сотрудничества между народами Беларуси и России[42]
- Почётная грамота Правительства Российской Федерации (5 ноября 1997) — за заслуги перед государством и многолетний добросовестный труд[43]
- Заслуженный журналист Автономной Республики Крым (19 сентября 2008) — за значительный вклад в развитие международных культурных связей, активное участие в организации и проведении Международного телекинофорума «Вместе»[44]
- Грамота Содружества Независимых Государств (1 июня 2001) — за активную работу по укреплению и развитию Содружества Независимых Государств [45]
- Почётный знак «За заслуги в развитии печати и информации» (28 ноября 2013, Межпарламентская ассамблея СНГ) — за значительный вклад в формирование и развитие общего информационного пространства государств — участников Содружества Независимых Государств, реализацию идей сотрудничества в данной сфере[46]
- премия «Человек года» и награды «Серебряный крест» Русского биографического института
- Золотой почётный знак «Общественное признание»
- Международная премия «Голубь мира», учреждённая Международным общественным фондом «Мир без войн» (Москва)

## Память
21 ноября 2019 года в Санкт-Петербурге на здании Ректорского флигеля Санкт-Петербургского государственного университета была открыта памятная доска.
14 октября 2022 года в Серове в преддверии 75-летнего юбилея Геннадию Селезневу состоялось торжественное открытие памятника, который установили в сквере возле Больничного городка. Автором скульптуры выступил заслуженный художник России Юрий Злотя.